# Salām

La parola salām "سلام", in arabo significa "pace", essendo la radice semitica s-l-m legata al significato di "salvezza, salute, pace".
L'espressione forse più conosciuta nei paesi non-arabofoni è as-salāmu ʿalaykum ٱلسَّلَامُ عَلَيْكُمْ  ("la pace sia su di voi"), che è il saluto che ogni musulmano rivolge, ma equivale all'italiano "ciao" o "buongiorno", e ricevendo in risposta wa-ʿalaykumu s-salām وَعَلَيْكُمُ ٱلسَّلَامُ ("e con voi la pace"). Dalla prima espressione deriva il termine italiano salamelecchi.
Inoltre l'espressione ma‘a as-salāma ("مَعَ ٱلسَّلَامَةِ"), che ha lo stesso significato di arrivederci, viene tradotta "con [te] la salute".
La parola ricorre anche per alcune città del mondo islamico e non, come l'attuale Dar es-Salam, in Tanzania (che alla lettera significa "Casa o Sede della pace"). Identica locuzione è stata per secoli usata per indicare Baghdad, dall'VIII al XIII secolo d.C. sede del Califfato abbaside, la città più grande e popolosa, fino a quel tempo, di tutto l'emisfero boreale.
Essa è molto prossima al suo equivalente ebraico "Shalom aleikhem", che presenta lo stesso significato letterale (la pace sia con voi). Ciò è spiegabile con la parentela linguistica che unisce le due lingue semitiche, ebraico e arabo.